# Biblioteca civica di Mestre
La Biblioteca civica di Mestre è una biblioteca appartenente al comune di Venezia la cui sede si trova nella storica villa Erizzo, situata nel centro di Mestre. La biblioteca è oggi nota anche con l'acronimo di VEZ.
La VEZ si inserisce in una realtà libraria e documentaria particolare, quella veneziana, che ha ricoperto una parte importante nella conservazione della storia dell'umanità, basti ricordare l'eredità delle civiltà greco-latina e veneziana, conservate nella Biblioteca Nazionale Marciana e nell'Archivio dei Frari.
Ma la funzione della VEZ non è solo questa: da tempo mancava a Mestre un luogo particolare che potesse fungere sia come luogo di studio o consultazione di libri, sia come una vera e propria “piazza del sapere”, un luogo dove si possa sviluppare democraticamente una socialità volta all'arricchimento culturale. La biblioteca, basata sul modello della Public Library, è stata impostata in tal modo per fungere da catalizzatore, assieme agli altri elementi culturali della terraferma veneziana (il Teatro Toniolo e il Centro Culturale Candiani) della diffusione culturale. Dunque la VEZ non è un luogo chiuso, ma è stato pensato come fulcro di un sistema, collaborante con la realtà associazionistica locale, per divenire lo strumento volto al valorizzare la partecipazione attiva all'elaborazione culturale.

## Storia[1]
La Biblioteca civica di Mestre è stata istituita il 14 novembre 1952 dall'Amministrazione Comunale di Venezia, ed è tra le più antiche istituzioni culturali della città. Essa nasce in risposta alle esigenze di cultura e di democrazia del dopoguerra.

### La prima struttura: la Provvederia
Mestre nel secondo dopoguerra è una località completamente priva di servizi culturali: non esistono biblioteche, centri culturali, centri sociali, sale per convegni, unica eccezione il teatro Toniolo. Il problema era sentito anche dalla classe dirigente, la quale afferma che accanto alla ricostruzione fisica del centro abitato vada ricostruito anche il suo tessuto culturale, tramite la creazione di un sistema di servizi culturali polifunzionale, comprendente centri culturali e sociali, sale per spettacoli e conferenze, cinematografi, biblioteche.
L'approvazione di questo complesso programma, proposto dal Prosindaco Arturo Valentini, non va in porto. La spinta alla costruzione della biblioteca verrà direttamente dai cittadini di Mestre, tramite una serie di iniziative e petizioni, ma avrà uno slancio decisivo grazie agli interventi di Serafino Riva, il quale, in veste di presidente dell'Università Popolare di Mestre, scrisse numerose lettere a varie istituzioni pubbliche e private: Ministero della Pubblica Istruzione, Fondazione Querini Stampalia, Comune di Venezia, per trovare finanziamenti. La prima missiva risale al 1948, nella quale Riva scrive al Presidente della Fondazione Querini Stampalia, al fine di farsi concedere una parte di Villa Querini per istituirvi la biblioteca, ma senza ottenerla. Nel frattempo arrivano una sovvenzione di ventimila lire dal Ministero della Pubblica Istruzione e una di venticinquemila lire dal Comune di Venezia, per acquistare i primi libri, somme che verranno girate alla stessa Università Popolare che conserverà, di fatto, il primo nucleo librario della biblioteca civica di Mestre. Si ha inoltre notizia di un memoriale firmato da molti cittadini e fatto reperire alla Querini Stampalia per chiedere l'estensione alla terraferma dell'attività della Fondazione, iniziativa che ottiene l'appoggio e l'avallo del Comune e del Ministero ma non viene sostenuta economicamente. Nel 1952, nacque un comitato all'interno dell'Associazione Civica di Mestre, che contava personalità illustri come il professor Serafino Riva ed altre personalità molto eterogenee dal punto di vista politico (testimonianza di come fosse sentita la necessità di costruire una biblioteca). Il comitato riuscì nei suoi intenti: il 14 novembre 1952 con la delibera n. 449668 viene istituita la biblioteca civica.
L'inaugurazione della prima sede, ospitata nello storico palazzo della Provvederia avviene l'11 ottobre 1953; la biblioteca era composta da una sala di 80 m² con 32 posti di lettura, destinando gli spazi del primo piano agli uffici e al deposito librario. Venne così abbozzata una biblioteca, con servizi basilari, adatti ad un primo approccio da parte dei cittadini.
I lavori per l'organizzazione della biblioteca, prima dell'apertura, verranno affidati a Rosanna Saccardo la quale imposterà la biblioteca secondo il modello inglese della public library, la prima del Veneto ad avere la modalità a scaffale aperto. Nel 1960 è inaugurato il servizio prestito; nel 1965 la biblioteca si dota di una vera e propria sezione dedicata ai ragazzi, 25 posti in un locale apposito nelle vicinanze, in via Torre Belfredo. Ma gli spazi sono insufficienti, come diversi articoli nella stampa locale denunciano a più riprese.

### La seconda inaugurazione: l'ex dazio in via Piave
In un contesto di forte crescita demografica, nonostante le continue migliorie al servizio di prestito e all'orario di apertura, nonché l'apertura di alcune succursali, a Favaro Veneto e a Marghera, i problemi di spazio si fanno sempre più seri e gli utenti della biblioteca continuano a sostenerne l'inadeguatezza facendo pervenire continue richieste di ampliamento. Si crea il “Gruppo aperto biblioteca”, un'associazione creata dagli studenti in segno di protesta, il quale sostiene, che secondo le statistiche, vi sono 14.000 studenti in terraferma, e denuncia la scarsità di spazio fisico per studiare, nonché la mancanza di libri e di riviste aggiornati. Il gruppo riesce ad ottenere una scarsa cinquantina di posti in più, ma il suo vero obbiettivo è di portare la protesta a livello sociale, al fine di ottenere quello di cui la cittadinanza aveva bisogno e che le amministrazioni locali non concedevano. Le richieste sono di implementare le sovvenzioni alla biblioteca, in modo da poterla dotare dei servizi necessari; inoltre si richiede l'apertura di un centro sociale a misura del bacino d'utenza. Nel 1976 si arriva a un'azione clamorosa: l'occupazione da parte del suddetto gruppo di studenti della nuova sede (ancora in costruzione) all'interno dell'ex-Dazio in via Piave; atto dall'eco molto forte, tanto da permettere di parlare con un questore cui esporre i temi della protesta. Parallelamente i lavori nella nuova sede vennero velocizzati a causa del terremoto che colpì il nord-est del paese il 6 maggio 1976 e continuò con scosse di assestamento, mettendo in evidenza la necessità di limitare l'accesso al vecchio palazzo della Provvederia.
La nuova sede aprì nell'ottobre 1976, ma fino al 1977 rimase aperta anche la sede della Provvederia.
In questa nuova sede fu approntato uno spazio di 350 m², ristrutturato secondo le necessità della biblioteca, cercando di sistemare al meglio gli spazi per il pubblico, gli uffici e il deposito. Anche se era noto che sarebbe stata una sistemazione temporanea, la biblioteca offre servizi migliori rispetto alla precedente sistemazione: lettori hanno a disposizione 1216 volumi di opere a carattere generale, ed un vasto reparto con 3899 volumi direttamente a scaffale, in modo che possano liberamente essere sfogliati prima di essere presi in prestito. Il catalogo della biblioteca è organizzato con lo schema Dewey, universalmente accettato, che applica il sistema decimale a tutto il patrimonio librario. Vi sono inoltre 20 postazioni riservate alla lettura dei periodici, con scaffali dove esporli per annata. In questa sala si misero a disposizione dei lettori dieci quotidiani di informazione e di partito, cosa normalmente molto trascurata nelle altre biblioteche. Il problema della conservazione dei giornali fu risolto quando venne regalata dal Lions Club di Mestre una macchina per la lettura dei microfilm, che permetteva l'acquisto dei microfilm dei giornali invece di conservare le ingombranti copie cartacee.

### In via Miranese: la BCM
Nonostante l'orario continuato (9-19) e la razionalizzazione degli spazi, che porta gli iniziali 70 posti ad un massimo di 94, anche questa sistemazione risulta inadeguata. Ben presto ricominciano le proteste degli studenti/utenti e proprio grazie ai documenti prodotti da queste, si può stimare un'affluenza media giornaliera di circa 400-450 persone nel gennaio 1981. Dagli stessi cittadini nascono molte ipotesi per nuove sedi, da quella concreta di Villa Querini agli spazi del distretto militare di via Poerio; ci sono addirittura proposte per utilizzare alcuni spazi in Piazza Ferretto come sale di lettura. Nel frattempo nasce il "Collettivo nuova biblioteca" che spinse per l'istituzione del Sistema bibliotecario urbano cui il Comune di Venezia lavora dal 1978, cercando di ottimizzare un servizio che includa non solo biblioteche di pubblica lettura, ma anche specialistiche e scolastiche e che preveda la diffusione di biblioteche in tutto il territorio comunale: il sistema (SBU) nasce nel 1980 e oggi si chiama Rete Biblioteche Venezia (RBV). La pressione degli utenti sulla biblioteca civica centrale non diminuisce, così nella seconda metà degli anni Ottanta viene individuata una possibile soluzione nell'ex fabbrica Cecchinato in via Miranese.
Il 13 ottobre 1994 la nuova sede in via Miranese apre i battenti. Un edificio moderno, restaurato per essere una biblioteca: ben 1.900 m² ed oltre 200 posti a sedere disposti su tre piani. Anche le collezioni cambiano, non più unicamente materiale a stampa, ma anche audiolibri e documenti multimediali. Le collezioni hanno seguito l'evoluzione demografica mestrina: per adeguarsi al crescente numero di stranieri residenti la biblioteca si è attrezzata con una collezione di oltre 5.000 libri in più di 10 lingue. Nel 2007, a seguito di una petizione dell'associazione "Mestre Futura", che riesce a raccogliere oltre 1.000 firme, i locali vengono dotati della copertura Wi-Fi gratuita. Sempre per modernizzare il servizio, la biblioteca si dota di un'APP gratuita. La presenza di spazi adeguati ha permesso inoltre alla biblioteca di diventare un'importante organizzatrice di eventi culturali, come dimostrano i dati raccolti annualmente da Agenda Venezia, che alimentano il rapporto annuale curato dalla Fondazione Venezia 2000 sulla produzione culturale a Venezia. Nel 2011 la biblioteca organizza il numero di eventi più alto di tutto il Comune di Venezia, anche più alto della Nazionale Marciana e, restringendo il campo alla sola terraferma veneziana, le uniche istituzioni con un numero più alto di eventi organizzati sono il Centro Culturale Candiani e il Teatro Toniolo.

### La sede attuale: Villa Erizzo (VEZ)
Il 16 marzo 2013 nasce VEZ sita nella storica villa Erizzo, nel pieno centro di Mestre, a pochi passi da Piazza Ferretto. L'obbiettivo è quello di riportare la biblioteca civica nel cuore della località. Nel periodo in cui le due sedi lavorano insieme l'utenza poteva aver accesso ad un totale di 300 posti. La sede BCM di via Miranese è definitivamente dismessa il 31 dicembre 2014 riducendo drasticamente i posti a disposizione dell'utenza. Dal maggio del 2014 inoltre VEZ gestisce la Biblioteca del Centro Regionale di Cultura Veneta Paola di Rosa Settembrini sita nell'attigua Villa Settembrini grazie ad un accordo tra Comune di Venezia e Regione Veneto. La biblioteca Paola di Rosa Settembrini è specializzata in materia veneta e conserva circa 12.000 documenti. Una delle sfide più importanti per le odierne biblioteche è quella di affrontare la rivoluzione digitale in atto e cercare di mettere a disposizione di tutti il sapere e i dati contenuti nella rete. Quello che la biblioteca può fare, è garantire la reperibilità di questi dati con rigorosi sistemi di strutturazione ed indicizzazione delle fonti. VEZ si sta evolvendo da luogo di lettura ed eventi, a luogo di divulgazione di banche dati. Un primo passo in questa direzione è l'istituzione di DoVe, un metacatalogo che permetterà la consultazione di più cataloghi di diversa natura appartenenti ad istituzioni diverse. Utilizzando lo standard Dublin Core, permette una facile interoperabilità con i software più comuni. VEZ aderisce a ReteINDACO, la biblioteca digitale che permette l'accesso a un gran numero di risorse online.
Dal 2013 la biblioteca promuove la formazione e l'uso formativo e didattico di Wikipedia con una serie di progetti:
- WikiVEZ (da ottobre 2013)
- WikiManuzio (da marzo 2015)

Nel dicembre 2016, all'interno della vecchia foresteria di villa Erizzo, è stata inaugurata la Vez Junior, uno spazio dedicato ai bambini e agli adolescenti.

## Collezioni
Il patrimonio della Biblioteca civica di Mestre consiste in oltre 100.000 documenti di tutte le classi del sapere: dai classici all'urbanistica, alle arti figurative, dello spettacolo, del cinema, giochi, sport e tempo libero. Vi sono scaffali di letterature di tutti i paesi, letterature di viaggio, fumetti, geografia e cultura locale. Oltre alle raccolte tipiche di una biblioteca di pubblica lettura, possiede raccolte speciali derivate da lasciti e depositi da privati o da altre istituzioni cittadine.
Vi è un'importante sezione multimediale con migliaia di titoli, l'emeroteca, dotata di numerosi periodici e quotidiani, e soprattutto una sezione on-line dove poter consultare comodamente libri elettronici. Possiede 10.000 cd musicali e 10.000 film in DVD e VHS, 240 audio-libri e cd-rom, con contenuti relativi a tutte le aree tematiche sopra indicate. Più di 1.500 cd musicali e 1.200 DVD sono “sfogliabili” negli appositi espositori. Vi sono 9 postazioni per PC che garantiscono un accesso gratuito ad internet e che consentono di accedere ai servizi web come MediaLibraryOnline, l’APP BiNP e altri portali e servizi legati alla biblioteca Civica e a quelle comunali.
La dotazione di quotidiani e periodici consta di 90 riviste, annate correnti e arretrate, 6 quotidiani su carta, le cui testate conservate in microfilm e consultabili con visore.
Dall'autunno del 2013 è attivo LaMe (Laboratorio Mestre) un progetto che produce diverso materiale sulla Mestre contemporanea con l'obiettivo di condividere materiali, documentazione, immagini, suoni e visioni su Mestre, aumentando così la superficie del dibattito in corso con nuove e stimolanti visuali. Tutto il materiale prodotto e raccolto è liberamente consultabile.

## Raccolte
Accanto alle raccolte correnti periodiche della biblioteca, consistenti in acquisto di libri destinati al rapido rinnovamento e sostituzione, vi sono alcuni fondi speciali relativi a donazioni, lasciti, depositi. Attraverso la loro ricostruzione si è delineato un aspetto della biblioteca civica di Mestre che ne sottolinea l'importanza come catalizzatrice e promotrice della memoria della località e dei suoi abitanti. Il primo nucleo librario deriva proprio da doni privati e da parte di istituzioni pubbliche, che donarono una parte delle loro collezioni. Il primo lascito coincide con la donazione di Elisa Toniolo, 362 volumi e 569 opuscoli, appartenuti al marito Luigi Ferrari, un illustre biografo. Il lascito rispecchia gli interessi di Ferrari, che in quanto tali non sono per nulla adatti a una biblioteca pubblica: vi sono materie veneziane, istriane, storia italiana, letterature, poesia, teatro, arte, pubblicazioni d'occasione, riviste, monografie.
Nel 1953 la biblioteca riceve dal Ministero della Pubblica Istruzione la raccolta di Leggi e Costituzioni, ed importanti opere di varie materie. Successivamente iniziano ad arrivare in modo massiccio doni dalla Fondazione Querini Stampalia (855 volumi e 910 opuscoli), dal Museo Correr (1300 volumi), dal Museo vetrario di Murano. Molte altre istituzioni cercano di cedere opere che possano essere adatte ad una biblioteca pubblica, ma con particolare attenzione alle opere tecniche, visto che Mestre, dotata di un porto e di un'area industriale notevoli, attira numerosi studiosi e studenti di materie tecniche. Le biblioteche del territorio donano anche i "doppi": i volumi posseduti in più di una copia. Per dare lustro alla biblioteca, vengono donati libri di pregio come l'incunabolo in folio del 1498 di Tito Livio; l'Hortus sanitatis, in folio, stampato a Venezia nel 1511. Vengono donate dall'Ateneo Veneto le Eleganze di Aldo Manunzio. Vi sono poi le importanti donazioni dei "doppi" del Museo Correr, che vanno ad implementare le lacune della sezione di architettura, assieme al lascito del noto architetto liberty veneziano Guido Sullam.
Importante è stato anche l'acquisto dell'Enciclopedia Treccani, dei classici greci e latini. In seguito vi fu un lascito di 345 volumi da parte di Guido Bergamo riguardanti opere storiche, letterarie e mediche. Importanti furono anche le donazioni di opere tecniche dell'USIS; altre donazioni furono fatte dall'Università Popolare di Mestre: opere di politica, educazione civica, diritti umani e letteratura. Nell'ottobre 1954 arrivano i "doppi" della Biblioteca del centro di Studi goldoniani di Venezia. Poi si registrano ancora lasciti dal Museo Correr, dal Ministero della Pubblica Istruzione e altri enti pubblici. Nel 1956 e 1960 si registrano doni di personalità come Ida d'Este e Giovanni Ponti, che lasciano atti di varie commissioni politiche, raccolte di leggi, approfondimenti di politica e opere di amministrazione statale. Sempre nel 1956 L'Ente Nazionale per le biblioteche Nazionali e Scolastiche dona alla civica di Mestre numerose opere di letteratura d'infanzia di vari editori.
Verso la fine del 1963, dopo dieci anni dall'apertura, la biblioteca può già contare su 15.000 volumi, anche se molti verranno scartati negli anni successivi, dato che i vari lasciti e i "doppi" avevano deviato l'iniziale idea di basare la biblioteca sullo stampo della public Library, ossia di una biblioteca a pubblica fruizione, che potesse accontentare tutte le classi sociali, senza diventare una biblioteca specialistica. Le donazioni continuano anche durante gli anni '80, si ricorda infatti l'importante e complessa donazione della famiglia Turolla composta da circa 6.500 volumi dai contenuti omogenei: una raccolta specialistica in letteratura, italianistica, classicistica, critica letteraria, filosofia. Si ricordano anche i 1570 volumi donati nel 2008 dall'illustre pneumologo Sergio Durigato, detentore della cattedra di Tisiologia e Malattie dell'Apparato Respiratorio dal 1983 al 1990, donazione composta da lettere, opere di narrativa e saggistica di autori italiani e stranieri, libri di storia, arte e scienze mediche. La biblioteca accetterà quasi sempre le donazioni, selezionando i volumi da tenere, gli eventuali doppi e quelli da destinare al macero, raramente li donerà ad altre biblioteche.

## Fondi Speciali

### Fondo Biblioteca dei ragazzi "Maria Pezzè-Pascolato"
La biblioteca è destinata a bambini tra i 6 e i 14-16 anni e ha lo scopo di educare al bello e all'importanza di apprendere attraverso il gioco.
Nel 2008 durante lavori di svuotamento di un magazzino a Noale, vennero rinvenuti 638 volumi appartenenti alla Biblioteca dei ragazzi Maria Pezzé Pascolato, ritrovamento fortuito, dato che se ne erano completamente perse le tracce. Questi volumi erano originariamente appartenuti alla prima biblioteca dedicata completamente ai ragazzi d'Italia, che contava un totale di 2000 volumi, andati dispersi nelle varie vicende alterne della biblioteca, specialmente nella Seconda guerra Mondiale. Il fondo venne concesso in deposito permanente alla Biblioteca civica di Mestre (BCM), in quanto unica del Comune che avesse all'interno una cospicua sezione dedicata ai bambini, e che dunque ne potesse in qualche modo continuare la tradizione. La Regione del Veneto, proprietaria del fondo, ha finanziato un progetto di spolveratura, ricondizionamento e catalogazione del fondo, in modo da renderlo fruibile: così dopo 74 anni di inattività, ciò che rimane della Biblioteca dei ragazzi viene restituito a Mestre. Nonostante i volumi non siano più consultabili direttamente come lo erano allora, essi costituiscono un'entità di enorme valore per gli studiosi e ricercatori: i 638 volumi sono un saggio della produzione editoriale destinata ai ragazzi dal 1900 al 1938, una chicca per gli studi sulle letterature, sull'illustrazione e sull'editoria fra Ottocento e Novecento. Il fondo è importante anche per gli storici, dato che rispecchia le tendenze artistiche, il nazionalismo e la conseguente ascesa e affermazione del Fascismo, che traspaiono nelle illustrazioni, come strumenti propagandistici ed educativi dei giovani. Inoltre si auspica che il fondo, essendo stato realmente utilizzato a fini educativi e pedagogici, possa dare un valore aggiunto alla biblioteca. Il fondo attualmente si trova nella biblioteca civica (VEZ) dove è accessibile e consultabile.
La biblioteca dei ragazzi (1926-1938) fu inaugurata il 5 maggio 1926 da Maria Pezzé Pascolato e realizzata a misura di bambino, secondo i principi montessoriani, fu poi intitolata alla fondatrice dopo la sua morte nel 1933. Trovò sistemazione a Venezia, prima nei locali del Fascio femminile di Palazzo Orseolo, poi dal 1930 in una sala ammezzata del Palazzo Reale, annesso alla Biblioteca Nazionale Marciana, dove rimase fino alla chiusura nel 1938. Nella biblioteca, che verrà considerata a livello europeo un modello e un caso di studio, si educavano i bambini al bello, all'apprendere tramite il gioco, al piacere della lettura e del racconto, al valore della fantasia: tutti principi che la Pascolato acquisì nel corso dei suoi viaggi negli USA, apprendendo il funzionamento delle Children's room all'interno delle biblioteche di Boston e New York, nonché grazie anche alle esperienze maturate nel Ministero della Pubblica Istruzione. I libri, trattavano fiabe, racconti e romanzi per ragazzi, avventure, relazioni di viaggi, cultura politica, generale, regionale, letterature, storia, geografia e scienze varie, nonché l'avviamento ai mestieri, giochi, passatempi, riviste. L'impegno della Pascolato nell'educazione delle classi più disagiate si concretizza proprio nell'istituzione della Biblioteca dei ragazzi. Il libro in questo contesto era lo strumento pedagogico perfetto per l'elevazione del vivere, e per preparare i futuri lettori al mondo dello studio e della bellezza, non a caso infatti la biblioteca era adiacente alla Nazionale Marciana dove i giovani avrebbero potuto continuare il loro percorso di studi.

### Fondo Banda Municipale
Il Fondo Banda Municipale raccoglie quanto prodotto dalla Banda della Guarda cittadina durante la sua attività musicale, e dalla successiva Banda cittadina, sciolta nel 1983, del Comune di Venezia, dal 1866 al 1975. Il Fondo si compone di partiture a stampa e manoscritte: circa 805 unità catalografiche, per un totale di circa 1.000 titoli musicali, dei quali il 30% sono brani originali delle marce e degli inni della Banda. Il rimanente sono trascrizioni del repertorio lirico sinfonico e raccolte degli spartiti utilizzati e prodotti dalla Banda.
All'interno del Fondo spicca il nome di Alfredo Ceccherini, direttore della banda e autore di numerosi brani originali, ma soprattutto di numerosissimi arrangiamenti di brani tratti dalla letteratura per orchestra - legata sia all'opera (Rossini, Verdi, Wolf-Ferrari, Puccini e Mozart) che al grande repertorio sinfonico germanico (Beethoven, Wagner, Liszt, Brahms) e russo (Mussorgskij, Rimskij-Korsakov e Čajkovskij): dal momento che sono soprattutto gli autori di scuola russa a dare risalto nei loro lavori orchestrali ai fiati, tali opere risultano piuttosto confacenti alla ricca strumentazione per banda, con i flauti, gli oboi e le trombe che mantengono la propria funzione solistica e le file di clarinetti, sassofoni e corni che svolgono le parti degli archi.
Il fondo è interessante per gli studi organologici, per lo studio della storia della strumentazione della Banda e della storia musicale di Venezia tra la fine dell'Ottocento e gli inizi del Novecento italiano. Il Fondo è conservato presso la VEZ, per la consultazione del catalogo e uno studio più approfondito sulla raccolta, si rinvia al sito del progetto "La banda risuona". Sfuggono alla catalogazione, ma si conservano insieme al Fondo, alcuni documenti aggiuntivi di natura mista, fra cui testimonianze epistolari e registri, che costituiscono una fonte collaterale e ricca.

### Fondo Franco Montanari

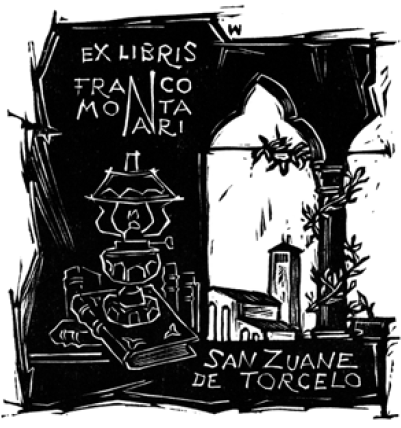
Ex libris del Fondo Montanari. Autore Remo Wolf

Il Fondo raccoglie 1.792 volumi appartenuti alla biblioteca dell'ambasciatore Moncalvese Franco Montanari (1905-1973), che nel 1968 lasciò alla città di Venezia e alla Biblioteca civica di Mestre i libri presenti nella sua residenza di Torcello: Villa Solitaria. Raffinato uomo di cultura, umanista, diplomatico, generale, intenditore e collezionista d'arte, Montanari raccolse nella casa veneziana un'importante collezione d'arte, donata al Comune di Moncalvo. La collezione donata alla Biblioteca civica di Mestre presenta libri di letteratura in lingua italiana, inglese e francese, libri d'arte e di viaggio, raccolti probabilmente durante l'attività di ambasciatore e caratterizzati dalla presenza in ogni volume degli ex libris, realizzati secondo la tecnica della silografia e dell’acquaforte, che la famiglia Montanari commissionò all'artista incisore trentino Remo Wolf, raffiguranti Torcello e Villa Solitaria. La raccolta, dal punto di vista dell'antichità e della rarità non è differente da quelle ricevute fin prima, ma soprattutto non è adatta a una biblioteca pubblica. Dal punto di vista fisico rimane omogenea all'interno della Biblioteca civica di Mestre e viene denominata Fondo Montanari.

### Fondo Antico
La Biblioteca VEZ conserva un fondo di materiali a stampa prodotti dal 1500 fino ai primi anni del 1900, denominato Fondo Antico. Il cui nucleo originario si è formato nel corso della storia della Biblioteca, grazie a donazioni e acquisti; in particolare un'ampia parte della sezione deriva dalla biblioteca privata di Giuseppe Ortolani. Il Fondo Antico comprende circa 2700 volumi, il cui numero è in continuo aumento, grazie a donazioni o acquisti, e anche una serie di carte geografiche settecentesche e ottocentesche.
Il fondo, in continua espansione, comprende:
- 80 volumi del Cinquecento[42]
- 299 volumi del Seicento[43]
- 2527 volumi del Settecento[44]
- 685 volumi dell'Ottocento[45]
- 21 carte geografiche

I materiali del fondo antico sono disponibili esclusivamente per la consultazione interna secondo specifiche procedure di tutela, che prevedono la compilazione di un modulo e l'esibizione del documento d’identità. Durante la consultazione dei documenti, l'utente è sempre affiancato da un operatore della biblioteca. Non è possibile realizzaare fotocopie o scansioni dei documenti, è tuttavia permesso effettuare fotografie senza il flash.

### Fondo Giuseppe Ortolani
Negli anni Sessanta il Comune di Venezia acquista la biblioteca personale dell professor Giuseppe Ortolani, studioso italiano di teatro, in particolare settecentesco, con una predilezione per Carlo Goldoni. Il fondo, 9.108 volumi, testimonia questa attività: documenta organicamente il Settecento teatrale veneziano ed europeo, con larga presenza di testi teatrali dell'epoca, classici e opere critiche, più o meno antiche, letteratura classica greca e latina, opere di filosofia, letteratura e saggistica in lingua francese. Del fondo Ortolani, 1768 volumi sono conservati nella biblioteca di Casa Goldoni, il rimanente, oltre 7.000 opere, sono conservate precariamente nei magazzini della Biblioteca civica di Mestre. I pochi volumi del fondo che furono ingressati dalla biblioteca, disgregarono l'originale omogeneità del fondo, che non ebbe un suo spazio privato. I volumi sono riconoscibili perché presentano una nota di possesso autografa, spesso con luogo e data, probabilmente di acquisto o di avvenuta lettura da parte di Ortolani. Si ha notizia di qualche rilegatura in osso. Il fondo presso la civica di Mestre non fu mai valorizzato come avrebbe dovuto: una simile collezione, appartenuta a una persona illustre, avrebbe potuto fungere da patrimonio di attrattiva culturale per la biblioteca, cosa di cui la terraferma è praticamente priva.

### Fondo Sergio Bolognesi
Sergio Bolognesi fu un illustre bibliofilo, letterato, fondatore dello Studio per Libri Rari Antichi e Moderni, raccolse oltre 22.000 opere in ambito letterario, filosofico, storico e politico, conservandole nella propria dimora nel sestiere di Castello a Venezia, ben inventariate. Il fondo viene stabilito nel 1964 quando il Raffaello Bolognesi, figlio di Sergio Bolognesi, decise di donare una parte degli stessi, circa 2000 volumi, (gli altri vennero successivamente ritrovati in un deposito, in pessime condizioni di conservazione), alla Biblioteca civica di Mestre. Come per il fondo Ortolani la biblioteca ingressa solamente un centinaio di volumi, disgregando l'ordine che avevano originariamente.

### Fondi non bibliografici

#### Fondo Verifica 8+1
Il Fondo, donato nel 2009 dall'Associazione Verifica 8+1 alla VEZ, consiste in 447 opere originali di pittura, scultura e oggettistica di arte contemporanea, nonché in un piccolo fondo di 247 documenti: si tratta per lo più di cataloghi degli artisti che nel periodo di attività dell'Associazione hanno esposto nella galleria di via Mazzini, oltre a materiale d'archivio e pubblicazioni complementari all'Associazione. L'Associazione Verifica 8+1 nasce a Mestre nel 1978 e rimane attiva fino al 2008. Sua principale finalità è la creazione di un centro di documentazione sulla ricerca artistica strutturale astratto-concreta. Riunisce artisti locali e non, organizza eventi espositivi, proponendosi come centro sperimentale e didattico, nella convinzione che l'esperienza artistica, privata dei suoi canoni tradizionali, possa diventare uno strumento critico e di analisi con valenza sociale, al fine di preparare ed educare i cittadini alle forme ed esperienze artistiche. Nei 30 anni di attività raccoglie, sceglie ed espone le opere degli artisti partecipanti alle mostre. La collezione libraria consiste principalmente in testi di critica d'arte e cataloghi delle mostre, accessibili e consultabili in VEZ. Alla donazione dell'Associazione Verifica 8+1 è stato dedicato il primo numero della rivista VeDo.
Il 21 giugno 2018, a quarant'anni dalla nascita dell'Associazione, viene inaugurata la Galleria Verifica 8+1: la sede dell'esposizione è la Biblioteca VEZ Junior, situata in quella che un tempo era la foresteria della Villa Erizzo e in cui si trovano esposte circa quaranta opere del Fondo.

#### Archivio fotografico Pasquali
Il lascito fotografico dell'Ingegnere G. Pasquali, titolare dell'impresa Ing. G. Pasquali Cementi armati e costruzioni, consiste in una serie di autocromie e diapositive degli anni 40 e di epoca posteriore, per un totale di 6.248, numerate e inventariate in 9 fascicoli manoscritti. Sono per lo più immagini di Venezia e dell'entroterra veneziano, montagne, fiumi, laghi, luoghi fuori dal Veneto e dall'Italia, legate all'attività dell'azienda di G. Pasquali.

#### Archivio Giacomelli
Il fondo fotografico Reale Fotografia Giacomelli, è il prodotto della famosa ditta fotografica veneziana tra gli anni '20 e '70 del Novecento, che documenta la vita di Venezia e di Mestre, dato che era spesso contattata per importanti servizi fotografici riguardanti le trasformazioni, le opere, gli avvenimenti che avrebbero interessato il territorio; dunque un ottimo per lo studio fotografico della storia di Mestre e di Venezia. Il fondo composto da 180.000 lastre e negativi, è importante anche a livello nazionale e internazionale. Attualmente solo una piccola parte di esso è stata digitalizzata, il resto si trova in cattive condizioni di conservazione nello storico Archivio della Celestia a Venezia. La Biblioteca civica di Mestre ha il compito di valorizzare il fondo, che al momento è in via di digitalizzazione: la prima parte del lavoro è disponibile alla visione in Album di Venezia e nel metasearch DoVe.

## Spazi e Servizi
- superficie totale: m² 2015
- area destinata al pubblico m² 1105
- posti di lettura: 87
- sala polifunzionale: 42
- postazioni per consultazione cataloghi: 3
- postazioni internet “cittadinanza digitale”: 11
- navigazione wifi
- servizio fotocopie
- vetrine tematiche con proposte di lettura e approfondimento